# صندوق بازنشستگی
صندوق بازنشستگی به صندوقی می‌گویند که توسط کارفرما برای حفظ و مدیریت سرمایه کارمندان شرکت تأسیس شده و وجوه سرمایه‌گذاری شده در این صندوق، توسط کارفرما و کارمندان جمع‌آوری شده‌ است.
هدف اصلی تأسیس این صندوق‌ها، افزایش دارایی آن و سودآوری با درآمد ثابت، برای آن دسته از کارکنانی است، که به سن بازنشستگی رسیده‌اند. صندوق‌های بازنشستگی معمولاً توسط موسسات مالی ثانویه در خارج از خود نهاد، مدیریت می‌شوند. وجوه این صندوق نیز بسیار بالا بوده و در بسیاری از کشورها، سرمایه‌گذاری‌های بلوکی انجام می‌دهند.
بنابر گزارش اکونومیست، بر پایه تحقیقات انجام شده توسط مورگان استنلی، در سال ۲۰۰۸ مجموع دارایی صندوق‌های بازنشستگی در سراسر جهان، در حدود ۲۰ تریلیون دلار برآورد می‌شود، که از بزرگتر از تمامی نهادهای سرمایه‌گذاری مانند: صندوق‌های سرمایه‌گذاری مشترک، شرکت‌های بیمه، صندوق‌های سرمایه‌گذاری، سهام اختصاصی یا صندوق‌های ذخیره ارزی می‌باشد.